# Cecil Hunter-Rodwell
Cecil William Hunter-Rodwell (29 décembre 1874 - 23 février 1953) est un administrateur colonial britannique.

## Distinctions
- Ordre de Saint-Michel et Saint-Georges Chevalier Grand-croix (GCMC) en 1934. Chevalier Commandeur (KCMG) en 1919. Compagnon (CMG) en 1909.